# 萊恩·卡倫
萊恩·麥克·卡倫（英語：Ryan Michael Cullen，1980年1月20日—） ，為一名美國棒球選手，曾經兩度效力於中華職棒兄弟象，中文登錄名為「庫倫」，守備位置為投手。
台灣職棒總教練勝場次數最多的徐生明曾於2009年10月接受訪問時表示，兄弟象能在當年下半季異軍突起功勞最大的就是卡倫，甚至說是繼凱撒、世介勇之後最強的救援投手，隔年更是在兄弟象因爆發職棒簽賭案而造成陣中大部分投手被禁賽離隊之後，與其他3名洋投組成「四大洋金剛」，使得2010年兄弟象跌破眾人眼鏡的拿下該年的總冠軍。
在2011年8月19日卡倫因戰力考量而遭釋出，隔年年初又被球團簽回。。
在2012年4月25日在對上興農牛的比賽中，投球到一半自行退場，被球團認為其為極度不尊重的行為，遭到解聘。

## 經歷
- 美國職棒德州遊騎兵（小聯盟，1999年～2000年）
- 美國職棒奧克蘭運動家（小聯盟，2001年～2003年）
- 美國職棒紐約大都會（小聯盟，2005年～2007年）
- 多明尼加聯盟Tigres del Licey （2007年1月）
- 美國職棒獨立聯盟（大西洋聯盟）Lancaster Barnstormers（2008年～2009年）
- 中華職棒兄弟象（2009年7月11日～2011年8月19日）
- 美國職棒獨立聯盟（大西洋聯盟）Lancaster Barnstormers（2011年）
- 中華職棒兄弟象（2012年1月～04月26日）

## 特殊事蹟
- 2009年7月11日起初登板連續3場救援成功。
- 2010年3月20日中華職棒21年開幕戰對戰統一7-ELEVEn獅隊，9局下上場救援，1局投出2次三振，奪下救援成功，並與先發投手麥格倫、中繼投手索普合力完封統一7-ELEVEn獅隊，讓統一7-ELEVEn獅隊成為中華職棒史上首支在開幕戰遭到完封的隊伍。
- 2010年9月5日對戰興農牛隊，拿下本季第27次救援成功，成為兄弟象隊史上單季最多救援成功的投手。
- 2010年9月12日對戰興農牛隊，拿下本季第30次救援成功，成為聯盟單季最多救援成功的投手；同時也是在中華職棒第50次救援成功。
- 2011年6月12日對Lamigo桃猿隊後援登板，為個人中華職棒第100場出賽。

## 職棒生涯成績
| 年度 | 球隊   | 出賽 | 先發 | 勝投 | 敗投 | 中繼 | 救援 | 完投 | 完封 | 三振 | 四死 | 責失 | 投球局數 | 自責分率 | 被上壘率 |
| ---- | ------ | ---- | ---- | ---- | ---- | ---- | ---- | ---- | ---- | ---- | ---- | ---- | -------- | -------- | -------- |
| 2009 | 兄弟象 | 29   | 0    | 0    | 0    | 0    | 20   | 0    | 0    | 34   | 6    | 2    | 32.1     | 0.56     | 0.80     |
| 2010 | 兄弟象 | 58   | 0    | 8    | 3    | 1    | 34   | 0    | 0    | 78   | 11   | 17   | 78.1     | 1.95     | 0.93     |
| 2011 | 兄弟象 | 25   | 1    | 1    | 1    | 1    | 12   | 0    | 0    | 25   | 2    | 5    | 28.0     | 1.61     | 0.93     |
| 2012 | 兄弟象 | 13   | 0    | 1    | 2    | 0    | 4    | 0    | 0    | 15   | 3    | 3    | 13.0     | 2.08     | 1.85     |
| 合計 | 4年    | 125  | 1    | 10   | 6    | 2    | 70   | 0    | 0    | 152  | 22   | 27   | 151.2    | 1.60     | 0.98     |

## 外部連結
- 萊恩·卡倫在台灣棒球維基館上的頁面（繁體中文）
- 萊恩·卡倫在美國職棒官網（英语）
- 萊恩·卡倫在中華職棒官網
- 萊恩·卡倫在Baseball-Reference.com（小聯盟以及海外聯盟）（英语）
- 萊恩·卡倫在The Baseball Cube（英语）

| 獎項          | 獎項                  | 獎項          |
| ------------- | --------------------- | ------------- |
| 前任： 林岳平 | 中華職棒救援王 2010年 | 繼任： 許銘倢 |